# Mesostenus rufipes
Mesostenus rufipes là một loài tò vò trong họ Ichneumonidae.